# Dorrit Cohn
Dorrit Claire Cohn (* als Dorrit Zucker, auch Dorli gerufen 9. August 1924 in Wien; † 10. März 2012 in Durham, North Carolina) war eine österreichisch-amerikanische Literaturwissenschaftlerin mit dem Schwerpunkt Germanistik und Vergleichende Literaturwissenschaft. Das zentrale Thema ihrer Forschung war die Analyse der Erzählstruktur fiktionaler Literatur.

## Leben
Sie wurde als Tochter des Geschäftsmanns Herbert Zucker (1883–1960) und Emma Zucker, geborene Hirsch (18. März 1899 – Februar 1984) geboren, ihre ältere Schwester war Hanni Kraus (30. März 1919). Ihre Familie verließ Österreich kurz vor der Machtübernahme der Nationalsozialisten 1938. Sie wurde 1939 Bürgerin der Vereinigten Staaten und besuchte das Lycée Français in New York City. Danach studierte sie Physik und Vergleichende Literaturwissenschaft am Radcliffe College. Sie begann ein Studium der Literaturwissenschaft an der Yale University und promovierte in Germanistik an der Stanford University. Ihre Dissertation beschäftigte sich mit Hermann Brochs 1930–32 entstandener Romantrilogie Die Schlafwandler.
Ab 1964 lehrte sie an der Indiana University, bevor sie im Juni 1971 einen Lehrauftrag in Harvard erhielt, wo sie – als eine der ersten weiblichen ständigen Professoren – vergleichende und deutschsprachige Literaturwissenschaft lehrte. Sie verbreitete die erzähltheoretischen Vorstellungen von Franz Karl Stanzel in den USA. Darüber hinaus setzte sie sich in ihren Poetics Today (1981) kritisch mit dem Stanzelschen Modell auseinander und entwarf ein eigenes Modell.
Dorrit Cohn ging 1995 in den Ruhestand und verbrachte ihre verbleibende Lebenszeit in Durham, North Carolina. Im Jahr 2000 wurde sie in die American Academy of Arts and Sciences gewählt.

## Wirken
Ihr hauptsächliches Wirkungsfeld war die Erzähltheorie. In ihrem 1978 erschienenen Buch Transparent Minds untersucht sie, wie das Bewusstsein von fiktionalen Charakteren in verschiedenen Erzählsituationen, so etwa in Ich-Erzählungen und in auktorialen oder personalen Erzählsituationen, dargestellt wird. Sie berücksichtigte hierbei vor allem Literatur des Realismus im 19. Jahrhundert sowie des Modernismus im 20. Jahrhundert. Ihre Arbeit wurde maßgeblich beeinflusst durch Gérard Genette und Franz Stanzel, mit denen sie sich über die Frage austauschte, wie eine Analyse der Darstellung von Bewusstseinsinhalten in  fiktionaler Literatur aussieht.
In ihrer späteren Zeit wandte sie sich der Frage zu, welche Unterschiede es zwischen fiktionalen und nicht-fiktionalen Erzählungen gibt. Ihr 1999 erschienenes Buch The Distinction of Fiction  behandelt Werke von Sigmund Freud ebenso wie die von Marcel Proust, aber auch die fiktionale Biografie Marbot von Wolfgang Hildesheimer und Thomas Manns Der Tod in Venedig sowie Erzählungen von Stendhal und Tolstoi.

## Veröffentlichungen
- The Sleepwalkers. Elucidations of Hermann Broch's trilogy. Mouton, Den Haag/Paris 1966.
- K Enters The Castle: On the Change of Person in Kafka's Manuscript. In: Euphorion 62 (1968) S. 28–45.
- Kleist's 'Marquise von O...': The Problem of Knowledge. In: Monatshefte 67 (1975) S. 129–144.
- Transparent Minds: Narrative Modes for Presenting Consciousness in Fiction. Princeton University Press, 1978.
- The Encirclement of Narrative: On Franz Stanzel's Theorie des Erzählens. In: Poetics Today 2 (1981) S. 157–182.
- (mit Gérard Genette): Nouveaux nouveaux discours du récit. In: Poétique 61 (1985) S. 101–109.
- Wilhelm Meister's dream: reading Goethe with Freud. In: German Quarterly 62 (1989) S. 459–472.
- Ein eigentlich träumerischer Doppelsinn: telling timelessness in Der Zauberberg. In: Germanisch-Romanische Monatsschrift 44 (1994) S. 425–439.
- The Distinction of Fiction. Johns Hopkins University Press, 1999.